# Rudolph Borowski
Pour les articles homonymes, voir Borowski.
Rudolph Borowski, né le 22 novembre 1812 à Frauenbourg, arrondissement de Braunsberg (province de Prusse-Orientale) et mort le 24 janvier 1890 dans la même ville, est un prêtre catholique et homme politique allemand, membre du Zentrum. Il est membre de la Chambre des représentants de Prusse de 1871 à 1890 ainsi que du Reichstag de l'Empire allemand de 1871 à 1890.

## Biographie
Borowski est scolarisé dans un Gymnasium de Braunsberg jusqu'en 1832, puis il étudie la théologie catholique au Collège jésuite de Braunsberg. Ordonné prêtre en 1836, il devient chapelain à Marienbourg. En 1844, il devient curé à Tiegenhagen et enseignant de l'arrondissement de Marienbourg (de). Il devient archiprêtre de Rößel en 1852 puis chanoine honoraire à Frauenburg en 1867, et enfin chanoine de Frauenburg la même année. Toujours en 1867, il est nommé conseiller spirituel, mais il renonce à cette fonction en 1873 après des absences répétées en raison de son activité politique.
De 1870 à 1980, Borowski représente la 9e circonscription du district de Königsberg (de) à la Chambre des représentants de Prusse. En parallèle, il est député de la même circonscription (Königsberg 9, arrondissements d'Allenstein et Rößel (de)) au Reichstag de 1871 à 1890.